# Carsten Ball
Carsten Ball (Newport Beach, 20 juni 1987) is een Australisch professioneel tennisser. Ball is sinds 2005 actief als professional.
Balls beste prestatie tot op heden op de ATP-tour is het winnen van de dubbelspelfinale van het ATP-toernooi van Newport in 2010. 

## Palmares
| Legenda                       | Legenda               |
| ----------------------------- | --------------------- |
| Grand Slam                    |                       |
| Olympische Spelen             |                       |
| tot 2009                      | vanaf 2009            |
| Tennis Masters Cup            | ATP Finals            |
| ATP Masters Series            | ATP Tour Masters 1000 |
| ATP International Series Gold | ATP Tour 500          |
| ATP International Series      | ATP Tour 250          |

### Enkelspel
| Nr.              | Datum           | Toernooi        | Ondergrond | Tegenstander in finale | Score         | Details |
| ---------------- | --------------- | --------------- | ---------- | ---------------------- | ------------- | ------- |
| Verloren finales |                 |                 |            |                        |               |         |
| 1.               | 2 augustus 2009 | ATP Los Angeles | Hardcourt  | Sam Querrey            | 4-6, 6-3, 1-6 | Details |

### Dubbelspel
| Nr.                          | Datum        | Toernooi    | Ondergrond | Partner        | Tegenstanders in finale              | Score    | Details |
| ---------------------------- | ------------ | ----------- | ---------- | -------------- | ------------------------------------ | -------- | ------- |
| Gewonnen finales herendubbel |              |             |            |                |                                      |          |         |
| 1.                           | 17 juli 2010 | ATP Newport | Gras       | Chris Guccione | Santiago González Travis Rettenmaier | 6-3, 6-4 | Details |

## Prestatietabel
| Legenda | Legenda                          |
| ------- | -------------------------------- |
| g.t.    | geen toernooi gehouden           |
| l.c.    | lagere categorie                 |
| –       | niet deelgenomen                 |
| G       | uitgeschakeld in de groepsfase   |
| 1R      | uitgeschakeld in de eerste ronde |
| 2R      | uitgeschakeld in de tweede ronde |
| 3R      | uitgeschakeld in de derde ronde  |
| 4R      | uitgeschakeld in de vierde ronde |
| KF      | uitgeschakeld in de kwartfinale  |
| HF      | uitgeschakeld in de halve finale |
| F       | de finale verloren               |
| W       | het toernooi gewonnen            |
| w-v     | winst/verlies-balans             |

### Prestatietabel grand slam, enkelspel
| Toernooi        | 2008 | 2009 | 2010 | 2011 |
| --------------- | ---- | ---- | ---- | ---- |
| Australian Open | –    | 1R   | 1R   | 1R   |
| Roland Garros   | –    | –    | 2R   | –    |
| Wimbledon       | –    | –    | 1R   | –    |
| US Open         | 1R   | 2R   | 2R   | –    |

### Prestatietabel grand slam, dubbelspel
| Toernooi        | 2006 | 2007 | 2008 | 2009 | 2010 | 2011 |
| --------------- | ---- | ---- | ---- | ---- | ---- | ---- |
| Australian Open | 2R   | 2R   | 3R   | 3R   | 2R   | 3R   |
| Roland Garros   | –    | –    | –    | –    | 1R   | –    |
| Wimbledon       | –    | –    | –    | –    | 3R   | 3R   |
| US Open         | –    | –    | –    | KF   | 1R   | –    |